# Miss International 1992
Miss International 1992, trentaduesima edizione di Miss International, si è tenuta presso Nagasaki, in Giappone, il 18 ottobre 1992. La australiana Kirsten Davidson è stata incoronata Miss International 1992.

## Risultati

### Piazzamenti
| Risultato finale        | Concorrente |
| ----------------------- | --- |
| Miss International 1992 | - Australia - Kirsten Davidson |
| 2ª classificata         | - Grecia - Georgia Drosou |
| 3ª classificata         | - Corea del Sud - Yeum Jung-ah |
| Semifinaliste           | - Argentina - Gisella Manida Demarchi - Brasile - Cynthia de Cunto Moreira - Colombia - Lina Maria Marin Díaz - Finlandia - Tiina Johanna Salmesvirta - Germania - Meike Schwarz - Honduras - Francis Funes Padilla - Islanda - Thorunn Larusdóttir - Norvegia - Rita Omvik - Porto Rico - Dayanara Torres Delgado - Rep. Dominicana - Giselle del Carmen Abreu - Spagna - Samantha Torres Waldrón - Venezuela - Maria Eugenia Rodríguez |

### Riconoscimenti speciali
| Riconoscimento        | Concorrente                        |
| --------------------- | ---------------------------------- |
| Miss Friendship       | - Giappone - Tomoko Nishiki        |
| Miss Photogenic       | - Hawaii - Susan Elizabeth Shaw    |
| Miss National Costume | - Colombia - Lina Maria Marin Díaz |

## Concorrenti
- Argentina - Gisela Manida Demarchi
- Australia - Kirsten Marise Davison
- Austria - Karin Friedl
- Belgio - Véronique Jacqueline De Roe
- Bolivia - Ana Paola Roca Mercado
- Brasile - Cynthia de Cunto Moreira
- Canada - Lara Corwen Thornton
- Cecoslovacchia - Stepanka Tycova
- Colombia - Lina Maria Marin Díaz
- Corea del Sud - Yeum Jung-ah
- Costa Rica - Marisol Soto Alarcón
- Danimarca - Stine Cecilie Hansen
- El Salvador - Maria Elena Ferreiro
- Filippine - Joanne Timothea Barbiera Alivio
- Finlandia - Tiina Johanna Salmesvirta
- Francia - Benedicte Marie Delmas
- Germania - Meike Schwarz
- Giappone - Tomoko Nishiki
- Grecia - Georgia Drosou
- Guam - Lisa Marie Martin
- Guatemala - Narcy Maricela Pérez Hernández
- Hawaii - Susan Elizabeth Shaw
- Honduras - Francis Funes Padilla
- Hong Kong - Shirley Cheung Suet-Ling
- India - Komal Sandhu
- Irlanda - Mary Catherine Moore
- Islanda - Thorunn Larusdóttir
- Isole Marianne Settentrionali - Christina Vincoy Borja
- Israele - Sarit Afangar
- Italia - Nicole Cinquetti
- Lussemburgo - Carole Reding
- Malta - Carol Sophie Cutajar
- Messico - María de los Angeles López
- Norvegia - Rita Omvik
- Nuova Zelanda - Robina Whittaker
- Paesi Bassi - Linda Grandia
- Panama - Lizbeth del Carmen Achurra
- Polonia - Elzbieta Jadwiga Dziech
- Porto Rico - Dayanara Torres Delgado
- Regno Unito - Joanne Elizabeth Lewis
- Rep. Dominicana - Giselle del Carmen Abreu
- Senegal - Dia Nathalie Aissatou
- Singapore - Li Li Goh
- Spagna - Samantha Torres Waldrón
- Stati Uniti - Sandra Lee Allen
- Svezia - Camilla Ingeborg Unsgaard
- Svizzera - Sandra Anita Steffen
- Thailandia - Pornnapha Theptinnakorn
- Turchia - Banu Nur Dipcin
- Venezuela - Maria Eugenia Rodríguez Noguera